# Crudy Dániel
Crudy Dániel, olykor Krudy Dániel formában is (Ózólyom, 1735. október 25. – Pozsony, 1815. december 18.) a Dunáninneni evangélikus egyházkerület püspöke 1802-től haláláig.

## Élete
Tanult szülővárosában, aztán Osztrolukán; innét Körmöcbányára ment a magyar nyelv megtanulása végett, majd Pozsonyban Peschke Mihályt és Tomka-Szászki Jánost hallgatta; ezután az altdorfi, 1758-ban pedig a jénai egyetemre ment bölcseleti s teológiai tanulmányok végett. Miután külföldön három évig tartózkodott, hazájába visszatért és 1759. augusztus 18. Cseriben Hont megyében, 1763-tól Besztercebányán, végre 1782-ben Pozsonyban lett lelkész és jelen volt a pesti zsinaton. 1802. január 12. a dunán inneni kerület püspökévé választották; hivatalától néhány nappal halála előtt vált meg.

## Művei
- Nullitas animadversionum in libellum, cui titulus: Sola salvifica, ad trutinam rationis et revelationis expensa. H. n.; 1791.
- Declaratio authoris schediasmatis de fide r. catholica sola salvifica, ad examen ejusdem schediasmatis facta, cum reflexionibus authoris examinis. 1791. mense aprili. H. n. (Névtelenűl.)

Kézikönyvet is írt, mely az ágostai evangélikus lelkészek számára forrásul szolgált az egyházjogi ügyekben.
Kézirati munkája: Jus ecclesiasticum consuetudinarium evangelicorum Aug. et Helv. confessionis in Hungaria. (Nagy ívrétű három kötet, nagyobb része idegen kéz irása, a pozsonyi ág. ev. lyceum könyvtárában; ugyanott van emlékkönyve, melybe Gellert, Gottsched, Schröckh és Bél K. E. irtak emléksorokat.)
Összegyűjtötte több ívrét kötetben a magyarországi protestáns egyházat illető királyi parancsolatokat és rendeleteket (e legnagyobb ily gyűjtemény az országban szintén a pozsonyi ev. lyceum könyvtárában); a Colloquium cum Deistis et aliis Israelitis de Deo cz. cseh nyelven irt munka és Notationes descriptae ex collectioniubus D. Cr. ad historiam reformationis in Hungaria pertinentes (latin és német másolat az Országos Széchényi Könyvtár kézirattárában, utóbbi a Tóth Ferenc-féle Analecták közt.)